# Bingo!
„BINGO!” – czwarty singel japońskiego zespołu AKB48, wydany w Japonii 18 lipca 2007 roku przez DefSTAR Records.
Singel został wydany w dwóch edycjach: regularnej oraz limitowanej. Osiągnął 8 pozycję w rankingu Oricon i pozostał na liście przez 4 tygodnie, sprzedał się w nakładzie 25 611 egzemplarzy.
Utwór tytułowy został wykorzystany w rozpoczęciu programu Fight Tension School.

## Lista utworów
| CD  |                             |                       |                       |                       |      |
| Nr  | Tytuł                       | Słowa                 | Kompozycja            | Aranżacja             | Czas |
| 1.  | „BINGO!”                    | Yasushi Akimoto       | Hideki Naruse         | Tetsuya Ōuchi         | 4:09 |
| 2.  | „Only today”                | Yasushi Akimoto       | Tetsuya Ōuchi         | Tetsuya Ōuchi         | 4:17 |
| 3.  | „BINGO!” (Instrumental)     |                       | Hideki Naruse         | Tetsuya Ōuchi         | 4:09 |
| 4.  | „Only today” (Instrumental) |                       | Tetsuya Ōuchi         | Tetsuya Ōuchi         | 4:17 |
| DVD |                             |                       |                       |                       |      |
| Nr  | Tytuł                       | Tytuł                 | Tytuł                 | Tytuł                 | Czas |
| 1.  | „BINGO!” (Video Clip)       | „BINGO!” (Video Clip) | „BINGO!” (Video Clip) | „BINGO!” (Video Clip) |      |
| 2.  | „making of „BINGO!””        | „making of „BINGO!””  | „making of „BINGO!””  | „making of „BINGO!””  |      |

## Skład zespołu
- Team A: Atsuko Maeda (środek), Minami Takahashi (środek), Tomomi Itano, Haruna Kojima, Minami Minegishi, Rina Nakanishi, Mai Ōshima, Mariko Shinoda.
- Team K: Sayaka Akimoto, Tomomi Kasai, Yuka Masuda, Sae Miyazawa, Manami Oku, Erena Ono, Yūko Ōshima.
- Team B: Natsumi Hirajima, Yuki Kashiwagi, Mayu Watanabe.

## Inne wersje
- Indonezyjska grupa JKT48, wydała własną wersję tytułowej piosenki na czwartym singlu Manatsu no Sounds Good! w 2013 roku.